# Reedy River
Der Reedy River ist ein Zufluss des Saluda River und ist etwa 105 km lang. Er liegt im Nordwesten von South Carolina in den Vereinigten Staaten. Über die Flüsse Saluda River und Congaree River ist er Teil des Wassereinzugsgebiets des Santee River, der in den Atlantik mündet.

## Verlauf
Der Reedy River entspringt in Greenville County in den Ausläufern der Blue Ridge Mountains, etwa 16 km nordwestlich der Stadt Greenville. Der Fluss fließt in südöstlicher Richtung durch Greenville, den Lake Conestee Nature Park und die Piedmont-Region im Laurens County. Er mündet in den Saluda River im Laurens County, 14 km nordöstlich von 
Greenwood, als Teil des Lake Greenwood, der durch einen Damm am Saluda gebildet wird.

## Verschmutzung
Die Verschmutzung des Flusses wurde aufgrund von E. coli als für den Menschen ungeeignet eingestuft. In einem Abschnitt des Flusses im Falls Park wurden häufig Kinder gesehen, die Steine hinunterrutschten, und diese Praxis wird nun durch Beschilderung und milde Polizeimaßnahmen unterbunden. Obwohl es nicht unbedingt gefährlich ist, in den Gewässern zu waten, wird dies noch untersucht.
Die Stadt, Freiwillige und private Unternehmen bemühen sich ständig um die Verbesserung der Wasserqualität entlang des gesamten Reedy River. Aufklärung über saubere Wasserpraktiken und die Einführung von Programmen wie 319 Grant sollen helfen die Qualität zu verbessern und das Grundwasser nicht länger zu verschmutzen.